# Hope & Co.

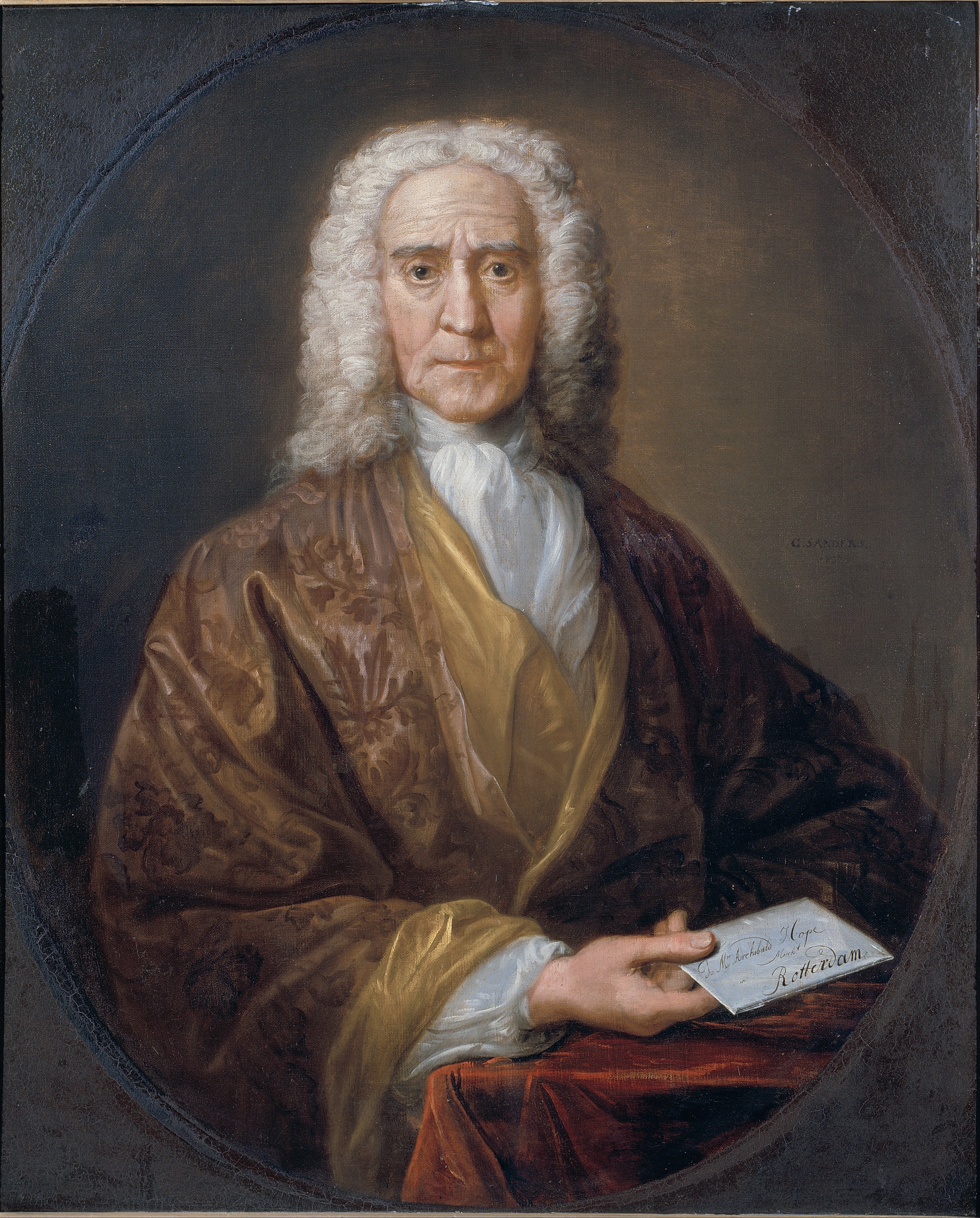
Dipinto del banchiere di Rotterdam Archibald Hope nel 1737

La Hope & Co. era il nome di una famosa banca olandese che ebbe una storia di due secoli e mezzo. Sebbene i fondatori fossero scozzesi, la banca era situata ad Amsterdam e alla fine del XVIII secolo aveva uffici anche a Londra.

## Inizi

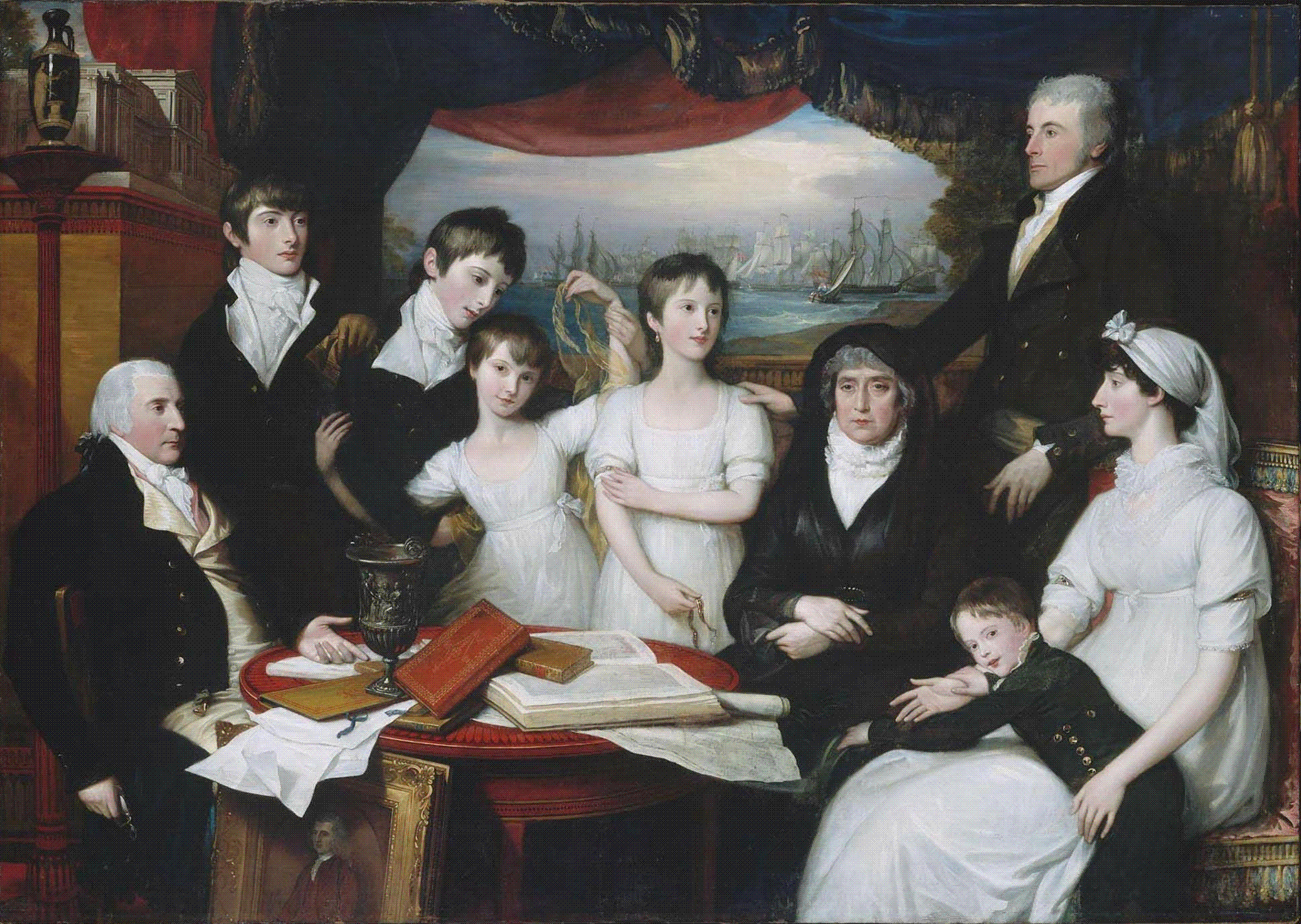
La famiglia di Henry Hope, allora in esilio nel Regno Unito intorno al 1804, di Benjamin West: da sinistra a destra: Henry, i nipoti di sua sorella Harriet, Goddard Henry (1785), Adrian (1788), Elizabeth (1794), Henrietta (1790), Harriet stessa, John Williams (che guarda lontano da sua moglie), il figlio minore William (1803), e sua moglie Ann Goddard, che fu il fiore all'occhiello di Henry fino a quando non iniziò una relazione con il barone van Dopff. Questo dipinto serviva in parte per riparare il matrimonio di quest'ultima, ma non funzionò. Non appena Henry morì, infatti, ella andò a convivere con Dopff. Alla morte di John Williams, ella sposò Dopff. Henry sta indicando le ceneri di John Goddard, suo cognato e socio in affari, e sopra la sua testa poggia un modello della villa di Welgelegen, che aveva appena ceduto a John Williams.

Sei degli otto figli del commerciante scozzese Archibald Hope (1664–1743), Archibald Jr. (1698–1734), Isaac, Zachary, Henry, Thomas (1704–1779) e Adrian (1709–1781), furono commercianti, ed essi erano attivi nelle spedizioni, nello stoccaggio, nell'assicurazione e nel credito ad Amsterdam e Rotterdam. Nel 1720 sopravvissero a malapena alla bolla che portò all'emanazione del Bubble Act a Londra. Buist aveva ragione su tutti i membri della famiglia con l'eccezione dei suoi dati sul padre di Archibald I, chiamato Harry, che era il figlio di James Hope, fattore di Dieppe e fratello di Sir Thomas Hope, I baronetto di Craighall. Molti banchieri olandesi a quel tempo fallirono e molti (incluso Henry) e lasciarono il paese. Il fatto che quell'anno sia stato importante per i banchieri olandesi è dimostrato dal fatto che quando Rotterdam pubblicò nuovi numeri di telefono nel XX secolo, Hope & Co. batté Mees & Zn. nell'avere il numero telefonico che terminava con 1720.
In questo primo periodo i fratelli Hope fecero soldi organizzando spedizioni per i quaccheri da Rotterdam (sotto la direzione di Archibald, Isaac e Zachary) e la tratta degli schiavi ad Amsterdam (sotto la direzione di Thomas e Adrian). Gli anni migliori per il trasporto dei quaccheri in Pennsylvania furono il 1738, 1744, 1753 e 1765. Questi trasporti furono pagati dalla città di Rotterdam e dalla locale chiesa mennonita, poiché i quaccheri non avevano soldi e la città voleva fare qualcosa per i rifugiati. Negli anni migliori gli Hope ricevettero 60 fiorini per quacchero e in altri anni 11 fiorini per quacchero. La tratta degli schiavi era molto meno redditizia, ma la cura degli schiavi a bordo delle navi era peggiore. Di questi, il 16% morì a bordo. Durante la guerra dei sette anni (1756–1763) i fratelli Hope divennero molto ricchi grazie alla speculazione.
Nel 1762 quando i nipoti Jan (John) e Henry Hope (1736–1811) si unirono agli Hope, il nome fu cambiato in Hope & Co. A quel tempo anche gli inglesi John Williams e Pierre César Labouchere erano soci della ditta, per un totale di ventisei persone. In quell'anno ampliarono gli uffici di Amsterdam per ospitare Henry e Jan al Keizersgracht n. 448. Thomas viveva negli edifici della porta accanto, nei numeri 444-446. Il figlio di Zachary, Archibald (1747–1821), divenne un membro del parlamento olandese, reggente della Compagnia olandese delle Indie occidentali (WIC), e possedette l'antico palazzo "Lange Voorhout" a L'Aia.

Il periodo d'oro della banca risale al periodo tra il 1780 e il 1794: essa all'epoca possedeva un capitale complessivo di dieci milioni di fiorini, probabilmente era la più grande banca d'Europa.

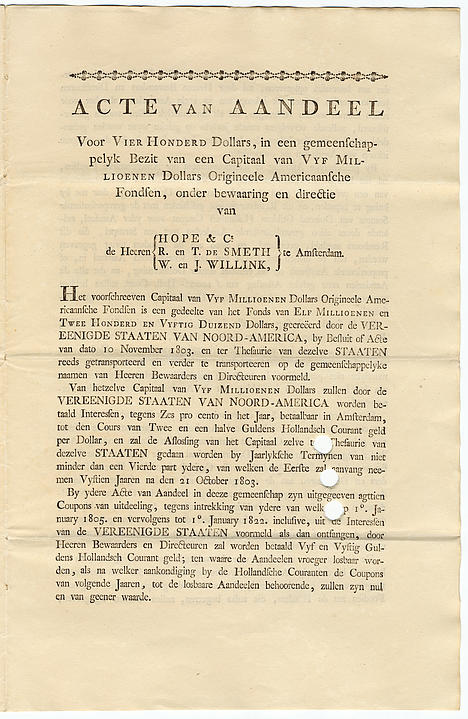
Azione emessa dalla Hope & Co. nel 1804 per finanziare l'acquisto della Louisiana da parte degli Stati Uniti

## La collaborazione con i Barring e l'acquisto della Luisiana
Il matrimonio di Pierre nel 1796 con la terza figlia di Francis Baring, Dorothy, cementò il rapporto tra le aziende Barings e Hope. Esse collaborarono nel finanziamento ai paesi coinvolti dalle guerre rivoluzionarie e napoleoniche: questi paesi si indebitarono fortemente a causa delle guerre in atto e dovettero affidarsi ai mercati di Londra e di Amsterdam. I Barrig erano nuovi del settore e agirono in concerto con gli Hope, anch'essi di origine scozzese. Un esempio, riportato da Youssef Cassis, risale al 1802, anno in cui le due banche diedero in prestito al Portogallo 13 milioni di fiorini; i Barrig misero 5 milioni, collocati a fatica nel mercato di Londra, all'epoca ancora poco avvezza a tale genere di affari.
L'affare più importante, riportato sempre da Youssef Cassis, fu invece l'acquisto della Louisiana nel 1803, appartenente alla Francia del primo console Napoleone Bonaparte, da parte degli Stati Uniti. Le due famiglie diedero alla Francia 11,25 milioni di dollari in oro in cambio di buoni del tesoro americano dalla stessa cifra con un rendimento del 6% annuo. Le negoziazioni furono portate avanti da Henry Hope e Francis Baring.
Dopo i cento giorni e la battaglia di Waterloo, la Francia, dapprima risparmiata da tale onere, fu costretta a pagare le riparazioni di guerra, per un ammontare di 700 milioni di franchi, oltre a subire l'occupazione da parte delle truppe della settima coalizione, le quali dovevano essere mantenute dalla Francia. Il primo ministro di Luigi XVIII, il duca di Richelieu, fu costretto al prestito estero; l'affare fu agguantato dalla Hope & Co. e dai Baring. Il primo prestito da 200 milioni venne garantito nel febbraio del 1817, un secondo prestito da 115 milioni venne garantito in luglio mentre nel maggio del 1818 venne rilasciato un ultimo prestito da 265 milioni. Il prestito assunto dalle due banche venne comunque sottoscritto da altre banche, e i titoli furono collocati in tutti i centri finanziari europei, soprattutto in Francia.

Se inizialmente però i Baring rimasero inizialmente subordinati agli Hope, nel corso della guerra i Baring surclassarono i parenti scozzesi/olandesi: gli Hope infatti dovettero rifugiarsi a Londra nel 1795 a seguito dell'invasione francese del 1795 che portò all'instaurazione della Repubblica Batava. Essi tornarono sul continente riaprendo la società nel 1802, ma l'attività della banca venne sospesa nel 1813 e fu rilevata da Alexander Baring per 250.000 sterline, allo scopo di non lasciarla fallire.

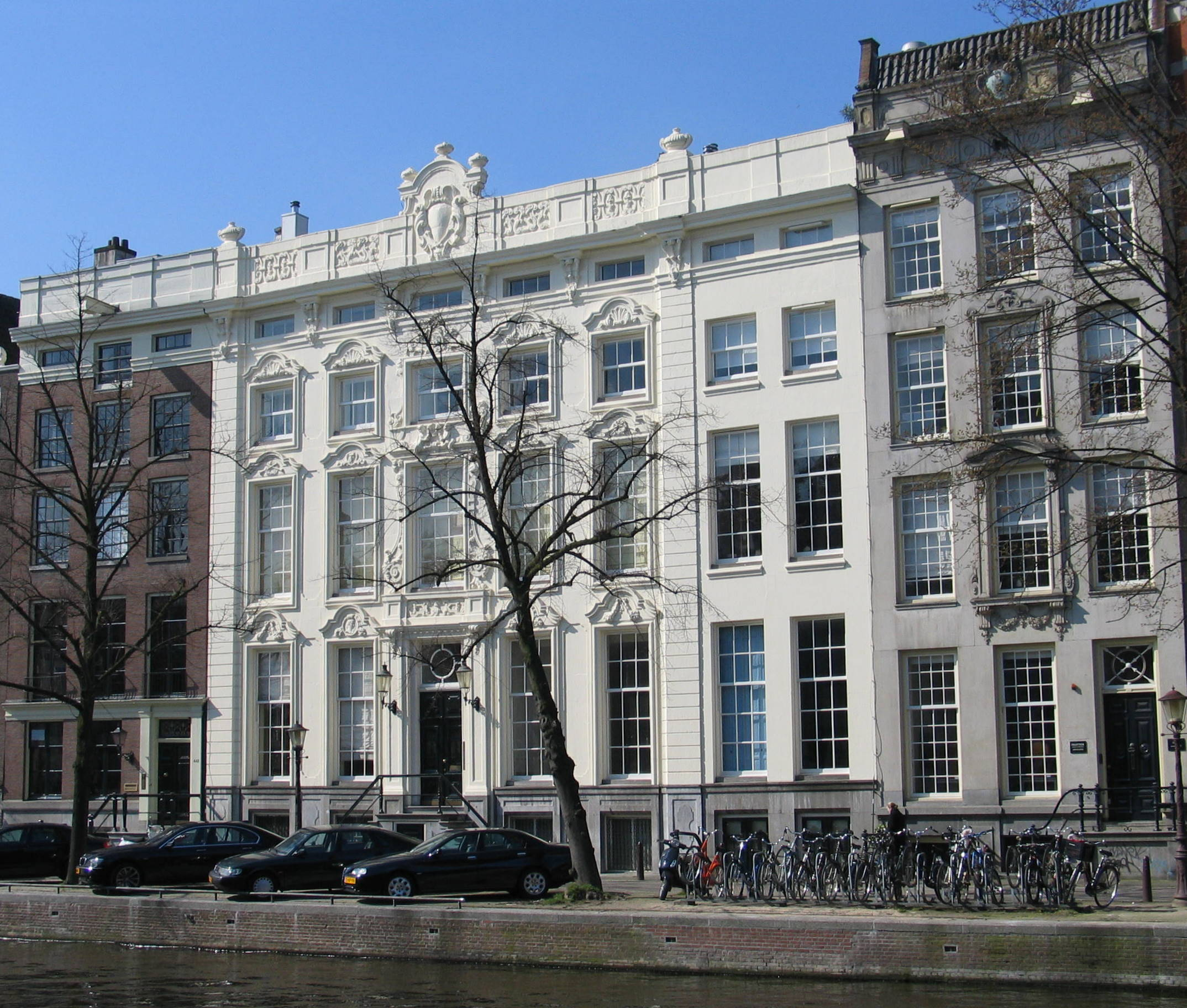
Uffici della Hope & Co. per più di un secolo: Keizersgracht 444–446, Amsterdam (l'edificio bianco sulla destra). L'edificio marrone a sinistra è il numero 448, la residenza privata di Henry Hope. Nel 1770 i timpani di questi tre edifici furono rimodellati nello stile di moda a quei tempi, con al centro lo scudo della famiglia Hope. Ebbe lo status di Rijksmonument nel 1970.

## L'archivio
L'archivio degli Hope (1725–1940) è una fonte importante per la storia di Amsterdam e dei Paesi Bassi come centro del commercio mondiale nel XVIII secolo. Nel 1977 l'archivio è stato consegnato agli Archivi della città di Amsterdam, dove è ora aperto al pubblico.
L'archivio della Hope & Co è confuso con l'archivio della compagnia olandese delle Indie orientali (VOC) perché nel 1752 uno dei fondatori, Thomas Hope (1704-1779), divenne un membro dei "Lord XVII", i gestori del VOC. Quattro anni dopo divenne capo reggente del COV e nel 1766 divenne portavoce dello statolder Guglielmo V di Orange-Nassau, capo formale del COV. Nel 1770 Thomas si ritirò e passò le sue responsabilità a suo figlio John (1737-1784), che rimase con il VOC e con la Hope & Co. fino alla sua morte.
Pierre Labouchere svolse un ruolo importante nei negoziati con la Francia, gestendo la maggior parte dei finanziamenti per l'Olanda con quel paese. Adrian era un membro del parlamento olandese e del consiglio comunale di Amsterdam. A differenza delle banche di oggi, i partner di Hope & Co. univano le loro attività private con quelle pubbliche e quelle della banca. Le lettere nell'archivio toccano contemporaneamente molti argomenti. Le prime lettere risalgono al 1720 e sono indirizzate a Thomas e Adrian Hope. Una parte particolarmente ricca dell'archivio è la corrispondenza nel periodo 1795-1815, quando Henry Hope fu costretto a lasciare i Paesi Bassi e ad aprire uffici a Londra. La corrispondenza regolare tra le filiali di Amsterdam e Londra fornisce importanti spunti di approfondimento sui negoziati commerciali del periodo e su come erano eseguiti.
La gestione quotidiana di Hope & Co. in quei giorni era nelle mani del nipote americano di Thomas, Henry Hope (1736–1811), che intratteneva rapporti commerciali con diversi paesi, tra cui Svezia, Polonia, Russia, Portogallo, Spagna, Francia e Stati Uniti.

## Collezione d'arte
Sebbene siano stati interessati principalmente agli accordi commerciali dall'inizio delle loro attività, i fratelli Hope estesero i loro interessi a investimenti a lungo termine anche nella terra e nell'arte. Nel corso del XVIII secolo la Hope & Co. stabilì un accordo di compartecipazione agli utili per i partner per ridurre il rischio di fallimento dell'intera impresa a causa delle indiscrezioni di un suo membro, come accadde nel caso della società bancaria rivale Clifford nel 1772. Per diventare partner nel programma di partecipazione agli utili, il socio doveva imparare lo speciale metodo di contabilità Hope & Co. sviluppato da Adrian Hope, che ha aiutato a dichiarare il fallimento della banca Clifford. Secondo gli investimenti personali, la proprietà dell'arte (e il resto del portafoglio di investimenti) venne ripartita in modo uniforme. Pertanto una collezione d'arte era di proprietà congiunta di diversi uomini. Il figlio di John Hope, Thomas Hope (1769–1831), contribuì a costruire questa collezione comune e in seguito ne ereditò gran parte grazie ai diritti di proprietà costituiti da suo padre e suo nonno. Quando divenne chiaro che i suoi figli non avrebbero continuato l'attività bancaria, dopo la morte di Henry Hope divise finalmente la sua parte dal resto. La parte di Henry Hope fu divisa tra la famiglia di sua sorella e i suoi cugini americani. Morì senza figli nel 1811.
Adriaan van der Hoop (1778–1854), che era stato attivo con l'azienda durante l'occupazione francese e che era diventato socio a pieno titolo di Hope & Co. nel 1814, alla morte di Henry Hope ereditò la parte di Amsterdam degli investimenti, insieme con il collega di Amsterdam Alexander Baring; egli poi preferì la terra sull'arte e si trasferì in America. Quando morì Adriaan van der Hoop, aveva 5 milioni di fiorini. La sua collezione d'arte andò alla città di Amsterdam che creò un museo per ospitare la sua collezione dopo la sua morte. Tra le 250 opere del XVII e XVIII secolo in questa raccolta c'erano "La sposa ebrea" di Rembrandt, la "Donna in blu che legge una lettera" di Vermeer, "Moederzorg" di Pieter de Hooch e "De molen bij Wijk bij Duurstede" di Jacob van Ruisdael.

## Anni dopo
Dopo il grande successo del XVIII secolo, il XIX secolo vide il progressivo declino della Hope & Co., un declino d'altro canto che investiva tutti i Paesi Bassi: il polo finanziario internazionale ormai si era spostato a Londra; con probabilmente l'eccezione della Hope & Co., nel 1840 le banche olandesi erano classificate come poco più capitale rispetto alle banche di provincia inglesi. La Hope & Co. si specializzò in investimenti ferroviari negli Stati Uniti e in Russia. Nel XX secolo si concentrarono dal trasporto internazionale agli investimenti olandesi.
Nel 1937 la Hope & Co. acquisì la Van Loon & Co., precedentemente Wed. Borski. Nel 1966 la Hope & Co. si fuse con la R. Mees & Zoonen per formare la Mees & Hope, Bankiers. Nel 1969 la Società si fuse con la Nederlandse Overzee Bank. Alla fine, venne acquisita dalla ABN Bank nel 1975. Dopo la fusione di ABN Bank e la AMRO Bank per formare ABN Amro, Bank Mees & Hope si fuse con la Pierson, Heldering & Pierson (allora interamente di proprietà della AMRO Bank) nel novembre 1992 in MeesPierson e successivamente venduta a Fortis. Successivamente divenne parte di ABN Amro quando Fortis fallì e le attività olandesi di Fortis furono ristabilite come ABN Amro.

## La famiglia Hope
|                          |                          |                          |                          |                          |                          |                         |                         |                          |                          |                          |                          |                               |                               |                               |                               |                               |                               |                            |                            |                                      |                                      |                                      |                                      |                                      |                                      |                         |                         |                         |                         |  |  |                               |                               |                               |                               |                               |                               |  |  |                           |                           |                           |                           |                           |                           |  |  |  |  |                                        |                                        |                                        |                                        |                                        |                                        |  |  |  |  |  |  |  |  |  |  |  |  |  |  |  |  |  |  |  |  |  |  |  |  |  |  |  |  |  |  |  |  |  |  |  |  |  |  |  |  |  |  |  |  |  |  |  |  |  |  |
|                          |                          |                          |                          |                          |                          |                         |                         |                          |                          |                          |                          |                               |                               |                               |                               |                               |                               |                            |                            |                                      |                                      |                                      |                                      |                                      |                                      |                         |                         |                         |                         |  |  |                               |                               |                               |                               |                               |                               |  |  |                           |                           |                           |                           |                           |                           |  |  |  |  |                                        |                                        |                                        |                                        |                                        |                                        |  |  |  |  |  |  |  |  |  |  |  |  |  |  |  |  |  |  |  |  |  |  |  |  |  |  |  |  |  |  |  |  |  |  |  |  |  |  |  |  |  |  |  |  |  |  |  |  |  |  |
|                          |                          |                          |                          | ?                        | ?                        | ?                       | ?                       | ?                        | ?                        |                          |                          |                               |                               |                               |                               |                               |                               |                            |                            |                                      |                                      |                                      |                                      |                                      |                                      |                         |                         |                         |                         |  |  |                               |                               |                               |                               |                               |                               |  |  |                           |                           |                           |                           |                           |                           |  |  |  |  | ?                                      | ?                                      | ?                                      | ?                                      | ?                                      | ?                                      |  |  |  |  |  |  |  |  |  |  |  |  |  |  |  |  |  |  |  |  |  |  |  |  |  |  |  |  |  |  |  |  |  |  |  |  |  |  |  |  |  |  |  |  |  |  |  |  |  |  |
|                          |                          |                          |                          | ?                        | ?                        | ?                       | ?                       | ?                        | ?                        |                          |                          |                               |                               |                               |                               |                               |                               |                            |                            |                                      |                                      |                                      |                                      |                                      |                                      |                         |                         |                         |                         |  |  |                               |                               |                               |                               |                               |                               |  |  |                           |                           |                           |                           |                           |                           |  |  |  |  | ?                                      | ?                                      | ?                                      | ?                                      | ?                                      | ?                                      |  |  |  |  |  |  |  |  |  |  |  |  |  |  |  |  |  |  |  |  |  |  |  |  |  |  |  |  |  |  |  |  |  |  |  |  |  |  |  |  |  |  |  |  |  |  |  |  |  |  |
|                          |                          |                          |                          | Archibald I (1664-1743)  | Archibald I (1664-1743)  | Archibald I (1664-1743) | Archibald I (1664-1743) | Archibald I (1664-1743)  | Archibald I (1664-1743)  |                          |                          |                               |                               |                               |                               |                               |                               |                            |                            |                                      |                                      |                                      |                                      |                                      |                                      |                         |                         |                         |                         |  |  |                               |                               |                               |                               |                               |                               |  |  |                           |                           |                           |                           |                           |                           |  |  |  |  | Van der Hoop (cugino)                  | Van der Hoop (cugino)                  | Van der Hoop (cugino)                  | Van der Hoop (cugino)                  | Van der Hoop (cugino)                  | Van der Hoop (cugino)                  |  |  |  |  |  |  |  |  |  |  |  |  |  |  |  |  |  |  |  |  |  |  |  |  |  |  |  |  |  |  |  |  |  |  |  |  |  |  |  |  |  |  |  |  |  |  |  |  |  |  |
|                          |                          |                          |                          | Archibald I (1664-1743)  | Archibald I (1664-1743)  | Archibald I (1664-1743) | Archibald I (1664-1743) | Archibald I (1664-1743)  | Archibald I (1664-1743)  |                          |                          |                               |                               |                               |                               |                               |                               |                            |                            |                                      |                                      |                                      |                                      |                                      |                                      |                         |                         |                         |                         |  |  |                               |                               |                               |                               |                               |                               |  |  |                           |                           |                           |                           |                           |                           |  |  |  |  | Van der Hoop (cugino)                  | Van der Hoop (cugino)                  | Van der Hoop (cugino)                  | Van der Hoop (cugino)                  | Van der Hoop (cugino)                  | Van der Hoop (cugino)                  |  |  |  |  |  |  |  |  |  |  |  |  |  |  |  |  |  |  |  |  |  |  |  |  |  |  |  |  |  |  |  |  |  |  |  |  |  |  |  |  |  |  |  |  |  |  |  |  |  |  |
|                          |                          |                          |                          |                          |                          |                         |                         |                          |                          |                          |                          |                               |                               |                               |                               |                               |                               |                            |                            |                                      |                                      |                                      |                                      |                                      |                                      |                         |                         |                         |                         |  |  |                               |                               |                               |                               |                               |                               |  |  |                           |                           |                           |                           |                           |                           |  |  |  |  |                                        |                                        |                                        |                                        |                                        |                                        |  |  |  |  |  |  |  |  |  |  |  |  |  |  |  |  |  |  |  |  |  |  |  |  |  |  |  |  |  |  |  |  |  |  |  |  |  |  |  |  |  |  |  |  |  |  |  |  |  |  |
| Archibald II (1698-1734) | Archibald II (1698-1734) | Archibald II (1698-1734) | Archibald II (1698-1734) | Archibald II (1698-1734) | Archibald II (1698-1734) |                         |                         | Henry I (1699-1737)      | Henry I (1699-1737)      | Henry I (1699-1737)      | Henry I (1699-1737)      | Henry I (1699-1737)           | Henry I (1699-1737)           |                               |                               | Isaac (1702-1767)             | Isaac (1702-1767)             | Isaac (1702-1767)          | Isaac (1702-1767)          | Isaac (1702-1767)                    | Isaac (1702-1767)                    |                                      |                                      | Thomas Hope (1704-1779)              | Thomas Hope (1704-1779)              | Thomas Hope (1704-1779) | Thomas Hope (1704-1779) | Thomas Hope (1704-1779) | Thomas Hope (1704-1779) |  |  | Adrian (1709-1781)            | Adrian (1709-1781)            | Adrian (1709-1781)            | Adrian (1709-1781)            | Adrian (1709-1781)            | Adrian (1709-1781)            |  |  | Zachary (1717-1770)       | Zachary (1717-1770)       | Zachary (1717-1770)       | Zachary (1717-1770)       | Zachary (1717-1770)       | Zachary (1717-1770)       |  |  |  |  | Adriaan (I) van der Hoop (1701-1767)   | Adriaan (I) van der Hoop (1701-1767)   | Adriaan (I) van der Hoop (1701-1767)   | Adriaan (I) van der Hoop (1701-1767)   | Adriaan (I) van der Hoop (1701-1767)   | Adriaan (I) van der Hoop (1701-1767)   |  |  |  |  |  |  |  |  |  |  |  |  |  |  |  |  |  |  |  |  |  |  |  |  |  |  |  |  |  |  |  |  |  |  |  |  |  |  |  |  |  |  |  |  |  |  |  |  |  |  |
| Archibald II (1698-1734) | Archibald II (1698-1734) | Archibald II (1698-1734) | Archibald II (1698-1734) | Archibald II (1698-1734) | Archibald II (1698-1734) |                         |                         | Henry I (1699-1737)      | Henry I (1699-1737)      | Henry I (1699-1737)      | Henry I (1699-1737)      | Henry I (1699-1737)           | Henry I (1699-1737)           |                               |                               | Isaac (1702-1767)             | Isaac (1702-1767)             | Isaac (1702-1767)          | Isaac (1702-1767)          | Isaac (1702-1767)                    | Isaac (1702-1767)                    |                                      |                                      | Thomas Hope (1704-1779)              | Thomas Hope (1704-1779)              | Thomas Hope (1704-1779) | Thomas Hope (1704-1779) | Thomas Hope (1704-1779) | Thomas Hope (1704-1779) |  |  | Adrian (1709-1781)            | Adrian (1709-1781)            | Adrian (1709-1781)            | Adrian (1709-1781)            | Adrian (1709-1781)            | Adrian (1709-1781)            |  |  | Zachary (1717-1770)       | Zachary (1717-1770)       | Zachary (1717-1770)       | Zachary (1717-1770)       | Zachary (1717-1770)       | Zachary (1717-1770)       |  |  |  |  | Adriaan (I) van der Hoop (1701-1767)   | Adriaan (I) van der Hoop (1701-1767)   | Adriaan (I) van der Hoop (1701-1767)   | Adriaan (I) van der Hoop (1701-1767)   | Adriaan (I) van der Hoop (1701-1767)   | Adriaan (I) van der Hoop (1701-1767)   |  |  |  |  |  |  |  |  |  |  |  |  |  |  |  |  |  |  |  |  |  |  |  |  |  |  |  |  |  |  |  |  |  |  |  |  |  |  |  |  |  |  |  |  |  |  |  |  |  |  |
|                          |                          |                          |                          |                          |                          |                         |                         | Henry Hope (1735-1811)   | Henry Hope (1735-1811)   | Henry Hope (1735-1811)   | Henry Hope (1735-1811)   | Henry Hope (1735-1811)        | Henry Hope (1735-1811)        |                               |                               | Oliver (1731-dopo il 1767)    | Oliver (1731-dopo il 1767)    | Oliver (1731-dopo il 1767) | Oliver (1731-dopo il 1767) | Oliver (1731-dopo il 1767)           | Oliver (1731-dopo il 1767)           |                                      |                                      | Jan Hope (1737-1784)                 | Jan Hope (1737-1784)                 | Jan Hope (1737-1784)    | Jan Hope (1737-1784)    | Jan Hope (1737-1784)    | Jan Hope (1737-1784)    |  |  |                               |                               |                               |                               |                               |                               |  |  | Archibald III (1747-1821) | Archibald III (1747-1821) | Archibald III (1747-1821) | Archibald III (1747-1821) | Archibald III (1747-1821) | Archibald III (1747-1821) |  |  |  |  | Joan Cornelis van der Hoop (1742-1825) | Joan Cornelis van der Hoop (1742-1825) | Joan Cornelis van der Hoop (1742-1825) | Joan Cornelis van der Hoop (1742-1825) | Joan Cornelis van der Hoop (1742-1825) | Joan Cornelis van der Hoop (1742-1825) |  |  |  |  |  |  |  |  |  |  |  |  |  |  |  |  |  |  |  |  |  |  |  |  |  |  |  |  |  |  |  |  |  |  |  |  |  |  |  |  |  |  |  |  |  |  |  |  |  |  |
|                          |                          |                          |                          |                          |                          |                         |                         | Henry Hope (1735-1811)   | Henry Hope (1735-1811)   | Henry Hope (1735-1811)   | Henry Hope (1735-1811)   | Henry Hope (1735-1811)        | Henry Hope (1735-1811)        |                               |                               | Oliver (1731-dopo il 1767)    | Oliver (1731-dopo il 1767)    | Oliver (1731-dopo il 1767) | Oliver (1731-dopo il 1767) | Oliver (1731-dopo il 1767)           | Oliver (1731-dopo il 1767)           |                                      |                                      | Jan Hope (1737-1784)                 | Jan Hope (1737-1784)                 | Jan Hope (1737-1784)    | Jan Hope (1737-1784)    | Jan Hope (1737-1784)    | Jan Hope (1737-1784)    |  |  |                               |                               |                               |                               |                               |                               |  |  | Archibald III (1747-1821) | Archibald III (1747-1821) | Archibald III (1747-1821) | Archibald III (1747-1821) | Archibald III (1747-1821) | Archibald III (1747-1821) |  |  |  |  | Joan Cornelis van der Hoop (1742-1825) | Joan Cornelis van der Hoop (1742-1825) | Joan Cornelis van der Hoop (1742-1825) | Joan Cornelis van der Hoop (1742-1825) | Joan Cornelis van der Hoop (1742-1825) | Joan Cornelis van der Hoop (1742-1825) |  |  |  |  |  |  |  |  |  |  |  |  |  |  |  |  |  |  |  |  |  |  |  |  |  |  |  |  |  |  |  |  |  |  |  |  |  |  |  |  |  |  |  |  |  |  |  |  |  |  |
|                          |                          |                          |                          |                          |                          |                         |                         |                          |                          |                          |                          |                               |                               |                               |                               |                               |                               |                            |                            |                                      |                                      |                                      |                                      |                                      |                                      |                         |                         |                         |                         |  |  |                               |                               |                               |                               |                               |                               |  |  |                           |                           |                           |                           |                           |                           |  |  |  |  |                                        |                                        |                                        |                                        |                                        |                                        |  |  |  |  |  |  |  |  |  |  |  |  |  |  |  |  |  |  |  |  |  |  |  |  |  |  |  |  |  |  |  |  |  |  |  |  |  |  |  |  |  |  |  |  |  |  |  |  |  |  |
|                          |                          |                          |                          |                          |                          |                         |                         | John Williams (adottato) | John Williams (adottato) | John Williams (adottato) | John Williams (adottato) | John Williams (adottato)      | John Williams (adottato)      |                               |                               | Thomas Hope (1769-1831)       | Thomas Hope (1769-1831)       | Thomas Hope (1769-1831)    | Thomas Hope (1769-1831)    | Thomas Hope (1769-1831)              | Thomas Hope (1769-1831)              |                                      |                                      | Adrian Elias Hope                    | Adrian Elias Hope                    | Adrian Elias Hope       | Adrian Elias Hope       | Adrian Elias Hope       | Adrian Elias Hope       |  |  | Henry Philip Hope (1774-1839) | Henry Philip Hope (1774-1839) | Henry Philip Hope (1774-1839) | Henry Philip Hope (1774-1839) | Henry Philip Hope (1774-1839) | Henry Philip Hope (1774-1839) |  |  |                           |                           |                           |                           |                           |                           |  |  |  |  | Adriaan van der Hoop (1778-1854)       | Adriaan van der Hoop (1778-1854)       | Adriaan van der Hoop (1778-1854)       | Adriaan van der Hoop (1778-1854)       | Adriaan van der Hoop (1778-1854)       | Adriaan van der Hoop (1778-1854)       |  |  |  |  |  |  |  |  |  |  |  |  |  |  |  |  |  |  |  |  |  |  |  |  |  |  |  |  |  |  |  |  |  |  |  |  |  |  |  |  |  |  |  |  |  |  |  |  |  |  |
|                          |                          |                          |                          |                          |                          |                         |                         | John Williams (adottato) | John Williams (adottato) | John Williams (adottato) | John Williams (adottato) | John Williams (adottato)      | John Williams (adottato)      |                               |                               | Thomas Hope (1769-1831)       | Thomas Hope (1769-1831)       | Thomas Hope (1769-1831)    | Thomas Hope (1769-1831)    | Thomas Hope (1769-1831)              | Thomas Hope (1769-1831)              |                                      |                                      | Adrian Elias Hope                    | Adrian Elias Hope                    | Adrian Elias Hope       | Adrian Elias Hope       | Adrian Elias Hope       | Adrian Elias Hope       |  |  | Henry Philip Hope (1774-1839) | Henry Philip Hope (1774-1839) | Henry Philip Hope (1774-1839) | Henry Philip Hope (1774-1839) | Henry Philip Hope (1774-1839) | Henry Philip Hope (1774-1839) |  |  |                           |                           |                           |                           |                           |                           |  |  |  |  | Adriaan van der Hoop (1778-1854)       | Adriaan van der Hoop (1778-1854)       | Adriaan van der Hoop (1778-1854)       | Adriaan van der Hoop (1778-1854)       | Adriaan van der Hoop (1778-1854)       | Adriaan van der Hoop (1778-1854)       |  |  |  |  |  |  |  |  |  |  |  |  |  |  |  |  |  |  |  |  |  |  |  |  |  |  |  |  |  |  |  |  |  |  |  |  |  |  |  |  |  |  |  |  |  |  |  |  |  |  |
|                          |                          |                          |                          |                          |                          |                         |                         |                          |                          |                          |                          |                               |                               |                               |                               |                               |                               |                            |                            |                                      |                                      |                                      |                                      |                                      |                                      |                         |                         |                         |                         |  |  |                               |                               |                               |                               |                               |                               |  |  |                           |                           |                           |                           |                           |                           |  |  |  |  |                                        |                                        |                                        |                                        |                                        |                                        |  |  |  |  |  |  |  |  |  |  |  |  |  |  |  |  |  |  |  |  |  |  |  |  |  |  |  |  |  |  |  |  |  |  |  |  |  |  |  |  |  |  |  |  |  |  |  |  |  |  |
|                          |                          |                          |                          |                          |                          |                         |                         |                          |                          |                          |                          | Henry Thomas Hope (1808-1862) | Henry Thomas Hope (1808-1862) | Henry Thomas Hope (1808-1862) | Henry Thomas Hope (1808-1862) | Henry Thomas Hope (1808-1862) | Henry Thomas Hope (1808-1862) |                            |                            | Alexander Beresford Hope (1820-1887) | Alexander Beresford Hope (1820-1887) | Alexander Beresford Hope (1820-1887) | Alexander Beresford Hope (1820-1887) | Alexander Beresford Hope (1820-1887) | Alexander Beresford Hope (1820-1887) |                         |                         |                         |                         |  |  |                               |                               |                               |                               |                               |                               |  |  |                           |                           |                           |                           |                           |                           |  |  |  |  |                                        |                                        |                                        |                                        |                                        |                                        |  |  |  |  |  |  |  |  |  |  |  |  |  |  |  |  |  |  |  |  |  |  |  |  |  |  |  |  |  |  |  |  |  |  |  |  |  |  |  |  |  |  |  |  |  |  |  |  |  |  |

## Canone di Amsterdam
- Hope & Co è la vetrina numero 22 della Canon di Amsterdam.